# Mas del Creus
El Mas del Creus és un mas del municipi de Reus (Baix Camp) protegit com a bé cultural d'interès local, situat al passeig de la Boca de la Mina i a l'oest del camí de la Bassa Nova. També se'l coneix com a Mas del Torrecilla.

## Descripció
És un edifici aïllat que disposa de casa per als masovers. Les seves parets són estucades. Té planta baixa i dos pisos. La composició d'obertures és molt regular a les plantes dels pisos, i utilitza la mateixa unitat de finestra. L'edifici es troba rematat per una cornisa motllurada i per un ampit balustrat i d'obra. Els materials d'acabat de la façana són els estucats als murs i el terrat a les cobertes. L'accés a la finca es fa per un camí de plàtans molt grans, des del passeig de la Boca de la Mina.